# Col de Gage
Le col de Gage est un col routier situé en Ardèche. Il se trouve à 1 091 mètres d'altitude.